# Pepe, el "hincha"
Pepe, el "hincha" es una historieta creada por José Peñarroya para la revista "Tío Vivo" de Editorial Bruguera en 1962. 

## Trayectoria editorial
Aparte de "Tío Vivo", la serie apareció en otras muchas revistas de la editorial, como "El DDT", "Pulgarcito", "Mortadelo", "Bruguelandia", etc. Tras la muerte de su autor en 1975, siguieron apareciendo las historias antiguas hasta el cierre de la editorial en 1986.

## Argumento
Su protagonista es Pepe, arquetípico oficinista gris y padre de familia de clase media, de unos treinta y tantos años, con un pequeño bigote y una característica chaqueta roja, que vive por y para el club futbolístico del que es socio y seguidor incondicional, y que es un equipo de segunda categoría: el Pedrusco, F. C..
Pepe es el hombre de confianza del presidente del club cuando algún problema atañe al equipo, aunque la buena voluntad de Pepe en resolver conflictos suele tener resultados negativos. 
La vida familiar de Pepe está siempre focalizada en el deporte. Su esposa (un personaje habitual pero poco desarrollado, al contrario que el personaje de Benita en la otra serie familiar de Peñarroya, Don Pío) y su hijo, de nombre Quique, adquieren una posición muy secundaria, generalmente apoyándole abnegadamente en sus personales cruzadas. 
En cada partido (generalmente contra su más habitual adversario, el Menisco, F. C.) en el estadio de fútbol Pepe se convierte en un forofo entusiasta, ondea la bandera de su equipo con ciego orgullo y vive con pasión cada jugada hasta el último minuto del encuentro. De todas maneras, el Pedrusco suele perder el partido.

## Valoración
Gran aficionado al fútbol, Peñarroya presentó en esta serie una disección humorística del fenómeno del fanatismo deportivo que estaba teniendo lugar en España desde la década de los 50. Tal fue su popularidad, que el nombre de Pedrusco quedó para designar a los equipos perdedores. Como ejemplo, valga citar que en Guernica y Luno, el club Gernika Sporting inició su andadura con el nombre de "Pedrusko". En Extremadura, el equipo de Garbayuela recibe también el nombre de Pedrusco C. F.